# ITF Women's Circuit 2001
L'ITF Women's Circuit 2001 è stata una serie di tornei gestita dall'organo internazionale del tennis, l'ITF. Lo scopo di questi tornei è quello di permettere, in particolare alle giovani tenniste, di migliorare la loro classifica per giocare in tornei più importanti. L'ITF Women's Circuit comprende tornei che hanno montepremi che vanno dai 10 000 ai 100 000 dollari.

## Calendario

### Gennaio
| Settimana  | Torneo                                                                                           | Vincitrice                                      | Finalista                              | Semifinaliste                        | Quarti di finale                                                              |
| ---------- | ------------------------------------------------------------------------------------------------ | ----------------------------------------------- | -------------------------------------- | ------------------------------------ | ----------------------------------------------------------------------------- |
| 1º gennaio | ITF Women's Circuit São Paulo 2001 San Paolo, Brasile Cemento $25 000 Singolare - Doppio         | Clarisa Fernández 6-3, 6-1                      | Seda Noorlander                        | Bruna Colosio Adrienn Hegedűs        | Vanessa Menga Miriam D'Agostini Daniela Olivera Romina Ottoboni               |
| 1º gennaio | ITF Women's Circuit São Paulo 2001 San Paolo, Brasile Cemento $25 000 Singolare - Doppio         | Clarisa Fernández Romina Ottoboni 6-1, 7–6(6)   | Miriam D'Agostini Vanessa Menga        | Bruna Colosio Adrienn Hegedűs        | Vanessa Menga Miriam D'Agostini Daniela Olivera Romina Ottoboni               |
| 6 gennaio  | ITF Women's Circuit Tallahassee 2001 Tallahassee, Stati Uniti Cemento $10,000 Singolare - Doppio | Jacqueline Trail 6–4, 6–4                       | Jeon Mi-ra                             | Melissa Middleton Camille Pin        | Tory Zawacki Edina Gallovits Lioudmila Skavronskaia Kim Jin-hee               |
| 6 gennaio  | ITF Women's Circuit Tallahassee 2001 Tallahassee, Stati Uniti Cemento $10,000 Singolare - Doppio | Mariëlle Hoogland Anousjka van Exel 7–6(6), 6–2 | Romana Tedjakusuma Jyotsna Vasisht     | Melissa Middleton Camille Pin        | Tory Zawacki Edina Gallovits Lioudmila Skavronskaia Kim Jin-hee               |
| 15 gennaio | ITF Women's Circuit Boca Raton 2001 Boca Raton, Stati Uniti Cemento $10,000                      | Gisela Dulko 4–6, 7–5, 7–6(5)                   | Jolene Watanabe                        | Jacqueline Trail Rachel Viollet      | Chae Kyung-yee Romana Tedjakusuma Camille Pin Karin Miller                    |
| 15 gennaio | ITF Women's Circuit Boca Raton 2001 Boca Raton, Stati Uniti Cemento $10,000                      | Evgenija Kulikovskaja Jolene Watanabe 6–1, 6–0  | Jacqueline Trail Melissa Middleton     | Jacqueline Trail Rachel Viollet      | Chae Kyung-yee Romana Tedjakusuma Camille Pin Karin Miller                    |
| 22 gennaio | Swedbank Ladies 2001 Båstad, Svezia Cemento $10,000                                              | Martina Müller 6–2, 6–0                         | Margit Rüütel                          | Adriana Jerabek Laura Bao            | Syna Schmidle Karina Karner Jenny Lindstrom Nina Egger                        |
| 22 gennaio | Swedbank Ladies 2001 Båstad, Svezia Cemento $10,000                                              | Blanka Kumbárová Helena Vildová 6–1, 6–3        | Lenka Cenková Adriana Jerabek          | Adriana Jerabek Laura Bao            | Syna Schmidle Karina Karner Jenny Lindstrom Nina Egger                        |
| 22 gennaio | ITF Women's Circuit Miami 2001 Miami, Stati Uniti Cemento $10,000                                | Gisela Dulko 5–7, 6–3, 7–6(3)                   | Jane Chi                               | Anousjka van Exel Hana Šromová       | Tatiana Kovalchuk Olga Blahotová Karin Miller Sun Tiantian                    |
| 22 gennaio | ITF Women's Circuit Miami 2001 Miami, Stati Uniti Cemento $10,000                                | Evgenija Kulikovskaja Jolene Watanabe 6–2, 6–4  | Jane Chi Lioudmila Skavronskaia        | Anousjka van Exel Hana Šromová       | Tatiana Kovalchuk Olga Blahotová Karin Miller Sun Tiantian                    |
| 22 gennaio | The Jersey International 2001 Jersey, Gran Bretagna Cemento $10,000                              | Anne Keothavong 6–3, 6–2                        | Élodie Le Bescond                      | Annabel Blow Oksana Karyshkova       | Evagelia Roussi Emily Webley-Smith Elena Baltacha Jelena Pandžić              |
| 22 gennaio | The Jersey International 2001 Jersey, Gran Bretagna Cemento $10,000                              | Nicola Payne Nicola Woodhouse 4–6, 6–2, 6–2     | Kirsty Blumberg Ayami Takase           | Annabel Blow Oksana Karyshkova       | Evagelia Roussi Emily Webley-Smith Elena Baltacha Jelena Pandžić              |
| 29 gennaio | ITF Women's Circuit Wellington 2001 Wellington, Nuova Zelanda Cemento $10,000                    | Hsieh Su-wei 6–2, 6–4                           | Shelley Stephens                       | Ilke Gers Leanne Baker               | Nicola Kaiwai Annette Kolb Monique Adamczak Sarah Stone                       |
| 29 gennaio | ITF Women's Circuit Wellington 2001 Wellington, Nuova Zelanda Cemento $10,000                    | Donna McIntyre Shelley Stephens 7–5, 0–6, 6–2   | Hsieh Su-wei Annette Kolb              | Ilke Gers Leanne Baker               | Nicola Kaiwai Annette Kolb Monique Adamczak Sarah Stone                       |
| 29 gennaio | Sheriff Jim Coats Clearwater Women's Open 2001 Clearwater, Stati Uniti Cemento $25,000           | Anikó Kapros 6–3, 6–2                           | Alina Židkova                          | Romana Tedjakusuma Tatiana Kovalchuk | Jacqueline Trail Camille Pin Sandra Cacic Klára Koukalová                     |
| 29 gennaio | Sheriff Jim Coats Clearwater Women's Open 2001 Clearwater, Stati Uniti Cemento $25,000           | Joana Cortez Clarisa Fernández 6–1, 7–5         | Evgenija Kulikovskaja Jolene Watanabe  | Romana Tedjakusuma Tatiana Kovalchuk | Jacqueline Trail Camille Pin Sandra Cacic Klára Koukalová                     |
| 29 gennaio | AEGON Pro Series Tipton 2001 Tipton, Gran Bretagna Cemento $10,000                               | Anne-Laure Heitz 6–4, 3–6, 7–6(2)               | Lydia Steinbach                        | Magdalena Kučerová Hannah Collin     | Eléni Daniilídou Anne Keothavong Cristelle Grier Élodie Le Bescond            |
| 29 gennaio | AEGON Pro Series Tipton 2001 Tipton, Gran Bretagna Cemento $10,000                               | Helen Crook Victoria Davies 2–6, 6–4, 6–4       | Eléni Daniilídou Maria Geznenge        | Magdalena Kučerová Hannah Collin     | Eléni Daniilídou Anne Keothavong Cristelle Grier Élodie Le Bescond            |
| 29 gennaio | Trofeo Club Simó 2001 Maiorca, Spagna Terra rossa $10,000                                        | Veronika Raimrová 6–1, 2–6, 6–2                 | Ainhoa Goñi Blanco                     | Eszter Molnár Renata Voráčová        | Jana Macurová Dinara Safina Rosa-Maria Andres-Rodriguez Katarína Bašternáková |
| 29 gennaio | Trofeo Club Simó 2001 Maiorca, Spagna Terra rossa $10,000                                        | Germana Di Natale Andreea Vanc 7–5, 3–6, 6–4    | Raissa Gourevitch Dinara Safina        | Eszter Molnár Renata Voráčová        | Jana Macurová Dinara Safina Rosa-Maria Andres-Rodriguez Katarína Bašternáková |
| 29 gennaio | Ted-Firatpen Ladies Open 2001 Istanbul, Turchia Cemento $10,000                                  | Melinda Czink 5–7, 6–1, 6–2                     | Magdalena Zděnovcová                   | Radoslava Topalova Raluca Ciochină   | Ioana Gaspar Olga Borisova Goulnara Fattakhetdinova Lucie Šteflová            |
| 29 gennaio | Ted-Firatpen Ladies Open 2001 Istanbul, Turchia Cemento $10,000                                  | Duygu Akşit Oal Elena Yaryshka 3–6              | Marija Kondrat'eva Svetlana Mossiakova | Radoslava Topalova Raluca Ciochină   | Ioana Gaspar Olga Borisova Goulnara Fattakhetdinova Lucie Šteflová            |

### Febbraio
| Settimana   | Torneo | Vincitrice                                           | Finalista                                | Semifinaliste                                       | Quarti di finale                                                                    |
| ----------- | --- | ---------------------------------------------------- | ---------------------------------------- | --------------------------------------------------- | ----------------------------------------------------------------------------------- |
| 5 febbraio  | ITF Women's Circuit Rockford 2001 Rockford, Stati Uniti Cemento $25,000 | Jill Craybas 6–4, 6–3                                | Adriana Serra Zanetti                    | Clarisa Fernández Cho Yoon-jeong                    | Jane Chi Olena Tatarkova Dawn Buth Alina Židkova                                    |
| 5 febbraio  | ITF Women's Circuit Rockford 2001 Rockford, Stati Uniti Cemento $25,000 | Kristen Schlukebir Katie Schlukebir 7–6(4), 6–1      | Svetlana Krivencheva Olena Tatarkova     | Clarisa Fernández Cho Yoon-jeong                    | Jane Chi Olena Tatarkova Dawn Buth Alina Židkova                                    |
| 5 febbraio  | AEGON Pro Series Redbridge 2001 Redbridge, Gran Bretagna Cemento $25,000 | Eva Dyrberg 6–2, 6–2                                 | Claudine Schaul                          | Maja Matevžič Irina Seljutina                       | Lorna Woodroffe Marija Goloviznina Magdalena Kučerová Julie Pullin                  |
| 5 febbraio  | AEGON Pro Series Redbridge 2001 Redbridge, Gran Bretagna Cemento $25,000 | Julie Pullin Lorna Woodroffe 6–1, 6–3                | Tina Križan Irina Seljutina              | Maja Matevžič Irina Seljutina                       | Lorna Woodroffe Marija Goloviznina Magdalena Kučerová Julie Pullin                  |
| 5 febbraio  | Trofeo Ibatur 2001 Maiorca, Spagna Terra rossa $10,000 | Eszter Molnár 6–3, 6–4                               | Katarína Bašternáková                    | Maria-Rosa Sitja-Gibert Rosa Maria Andres-Rodriguez | Renata Voráčová Elena Pampoulova Daniela Klemenschits Ainhoa Goñi Blanco            |
| 5 febbraio  | Trofeo Ibatur 2001 Maiorca, Spagna Terra rossa $10,000 | Rosa Maria Andres-Rodriguez Dinara Safina 6–3, 6–4   | Oana Elena Golimbioschi Andreea Vanc     | Maria-Rosa Sitja-Gibert Rosa Maria Andres-Rodriguez | Renata Voráčová Elena Pampoulova Daniela Klemenschits Ainhoa Goñi Blanco            |
| 12 febbraio | Faro Ladies Open 2001 Faro, Portogallo Cemento $10,000 | Miho Saeki 6–3, 6–1                                  | Alberta Brianti                          | Eugenia Chialvo Olga Blahotová                      | Gabriela Navrátilová Carolina Rofriguez-Magdalena Lamia Essaadi Sandra Klemenschits |
| 12 febbraio | Faro Ladies Open 2001 Faro, Portogallo Cemento $10,000 | Olga Blahotová Gabriela Navrátilová 6–0, 6–2         | Sandra Klemenschits Daniela Klemenschits | Eugenia Chialvo Olga Blahotová                      | Gabriela Navrátilová Carolina Rofriguez-Magdalena Lamia Essaadi Sandra Klemenschits |
| 12 febbraio | Dow Corning Tennis Classic 2001 Midland, Stati Uniti Cemento $75,000 | Cho Yoon-jeong 6–3, 6–1                              | Tara Snyder                              | Alena Vašková Yvette Basting                        | Michaela Paštiková Adriana Serra Zanetti Mashona Washington Marissa Irvin           |
| 12 febbraio | Dow Corning Tennis Classic 2001 Midland, Stati Uniti Cemento $75,000 | Yvette Basting Olena Tatarkova 3–6, 7–6(4), 6–4      | Jennifer Hopkins Petra Rampre            | Alena Vašková Yvette Basting                        | Michaela Paštiková Adriana Serra Zanetti Mashona Washington Marissa Irvin           |
| 12 febbraio | India Development Circuit 2001 ?, India Cemento $20,000 | Archana Venkataraman 4–6, 6–2, 7–5                   | Sonal Phadke                             | Samrita Sekar Radhika Tulpule                       | Nandini Perumal Tara Kanbargimath Nina Wennerström Yamini Thukkaiandi               |
| 12 febbraio | India Development Circuit 2001 ?, India Cemento $20,000 | Rushmi Chakravarthi Sai Jayalakshmy Jayaram 6–1, 6–2 | Archana Venkataraman Arthi Venkataraman  | Samrita Sekar Radhika Tulpule                       | Nandini Perumal Tara Kanbargimath Nina Wennerström Yamini Thukkaiandi               |
| 12 febbraio | India Development Circuit 2001 ?, India Cemento $20,000 | Radhika Mandke 6(4)–7, 6–4, 6–3                      | Nandita Chandrasekar                     | Nina Wennerström Jordanna Seymour                   | Sonal Phadke Liza Pereira Sheethal Goutham Chirashanthi Rajur                       |
| 12 febbraio | India Development Circuit 2001 ?, India Cemento $20,000 | Sheethal Goutham Liza Pereira 7–6(3), 6–2            | Archana Venkataraman Arthi Venkataraman  | Nina Wennerström Jordanna Seymour                   | Sonal Phadke Liza Pereira Sheethal Goutham Chirashanthi Rajur                       |
| 12 febbraio | India Development Circuit 2001 ?, India Cemento $20,000 | Radhika Tulpule 6–4, 7–6(5)                          | Sonal Phadke                             | Sheethal Goutham Nina Wennerström                   | Radhika Mandke Iciri Rai Medhini Sharma Liza Pereira                                |
| 12 febbraio | India Development Circuit 2001 ?, India Cemento $20,000 | Sheethal Goutham Liza Pereira 6–3, 7–5               | Radhika Mandke Sonal Phadke              | Sheethal Goutham Nina Wennerström                   | Radhika Mandke Iciri Rai Medhini Sharma Liza Pereira                                |
| 12 febbraio | India Development Circuit 2001 ?, India Cemento $20,000 | Sheethal Goutham 6–1, 6–2                            | Nina Wennerström                         | Yamini Thukkaiandi Sonal Phadke                     | Lata Assudani Jordanna Seymour Radhika Tulpule Arthi Venkataraman                   |
| 12 febbraio | India Development Circuit 2001 ?, India Cemento $20,000 | Yamini Thukkaiandi Arthi Venkataraman 6–2, 6–4       | Sheethal Goutham Liza Pereira            | Yamini Thukkaiandi Sonal Phadke                     | Lata Assudani Jordanna Seymour Radhika Tulpule Arthi Venkataraman                   |
| 12 febbraio | AEGON Pro Series Sutton 2001 Sutton, Gran Bretagna Cemento $25,000 | Irina Seljutina 6–3, 6–1                             | Dragana Zarić                            | Anne Keothavong Amanda Hopmans                      | Eva Dyrberg Julie Pullin Lucie Ahl Adrienn Hegedűs                                  |
| 12 febbraio | AEGON Pro Series Sutton 2001 Sutton, Gran Bretagna Cemento $25,000 | Eléni Daniilídou Lydia Steinbach 6–0, 6–4            | Amanda Hopmans Patty Van Acker           | Anne Keothavong Amanda Hopmans                      | Eva Dyrberg Julie Pullin Lucie Ahl Adrienn Hegedűs                                  |
| 19 febbraio | Vale do Lobo Ladies Open 2001 Vale do Lobo, Portogallo Cemento $10,000 http://www.itftennis.com/womens/tournaments/tournamentresults.asp?event=1100005540&tournament=1100000951 | Ekaterina Kozhokina 6–4, 4–6, 6–3                    | Julie Pullin                             | Kristina Triska Miho Saeki                          | Gabriela Navrátilová Edith Nunes-Bersot Gabriela Navrátilová Leslie Butkiewicz      |
| 19 febbraio | Vale do Lobo Ladies Open 2001 Vale do Lobo, Portogallo Cemento $10,000 http://www.itftennis.com/womens/tournaments/tournamentresults.asp?event=1100005540&tournament=1100000951 | Carine Bornu Alienor Tricerri 6–3, 6–3               | Alice Barnes Julie Pullin                | Kristina Triska Miho Saeki                          | Gabriela Navrátilová Edith Nunes-Bersot Gabriela Navrátilová Leslie Butkiewicz      |
| 26 febbraio | William Loud Bendigo International 2001 Bendigo, Australia Cemento $25,000 | Annabel Ellwood 3–6, 6–2, 6–4                        | Christina Wheeler                        | Mireille Dittmann Michelle Summerside               | Annette Kolb Melissa Dowse Shelley Stephens Tong Ka-po                              |
| 26 febbraio | William Loud Bendigo International 2001 Bendigo, Australia Cemento $25,000 | Shelley Stephens Leanne Baker 6–3, 6–2               | Debby Haak Jolanda Mens                  | Mireille Dittmann Michelle Summerside               | Annette Kolb Melissa Dowse Shelley Stephens Tong Ka-po                              |
| 26 febbraio | ITF Women's Circuit Minneapolis 2001 Minneapolis, Stati Uniti Cemento $50,000                                                                                                   | Dawn Buth 4–6, 7–5, 6–4                              | Yvette Basting                           | Amanda Hopmans Laurence Courtois                    | Tetjana Perebyjnis Jane Chi Michaela Paštiková Lenka Němečková                      |
| 26 febbraio | ITF Women's Circuit Minneapolis 2001 Minneapolis, Stati Uniti Cemento $50,000                                                                                                   | Yvette Basting Olena Tatarkova 7–5, 7–6(0)           | Laurence Courtois Alicia Molik           | Amanda Hopmans Laurence Courtois                    | Tetjana Perebyjnis Jane Chi Michaela Paštiková Lenka Němečková                      |

### Marzo
| Settimana | Torneo                                                                                      | Vincitrice | Finalista | Semifinaliste | Quarti di finale |
| --------- | ------------------------------------------------------------------------------------------- | ---------- | --------- | ------------- | ---------------- |
| 5 marzo   | ITF Women's Circuit Hangzhou 2001 Hangzhou, Cina Cemento $25,000                            |            |           |               |                  |
| 5 marzo   | ITF Women's Circuit Hangzhou 2001 Hangzhou, Cina Cemento $25,000                            |            |           |               |                  |
| 5 marzo   | Internationale Badische Damen Hallenmeisterschaften 2001 Buchen, Germania Sintetico $10,000 |            |           |               |                  |
| 5 marzo   | Internationale Badische Damen Hallenmeisterschaften 2001 Buchen, Germania Sintetico $10,000 |            |           |               |                  |
| 5 marzo   | Mexico Circuit 2001 ?, Messico Cemento $40,000                                              |            |           |               |                  |
| 5 marzo   | Mexico Circuit 2001 ?, Messico Cemento $40,000                                              |            |           |               |                  |
| 5 marzo   | Internazionali Tennis Val Gardena Südtirol 2001 Ortisei, Italia Cemento $25,000             |            |           |               |                  |
| 5 marzo   | Internazionali Tennis Val Gardena Südtirol 2001 Ortisei, Italia Cemento $25,000             |            |           |               |                  |
| 5 marzo   | Australia Circuit 2001 ?, Australia Erba $40,000                                            |            |           |               |                  |
| 5 marzo   | Australia Circuit 2001 ?, Australia Erba $40,000                                            |            |           |               |                  |
| 12 marzo  | ITF Women's Circuit Kao-Hsiung City 2001 Kaohsiung, Taiwan Cemento $10,000                  |            |           |               |                  |
| 12 marzo  | ITF Women's Circuit Kao-Hsiung City 2001 Kaohsiung, Taiwan Cemento $10,000                  |            |           |               |                  |
| 19 marzo  | ITF Women's Circuit La Canada 2001 La Cañada, Stati Uniti Cemento $25,000                   |            |           |               |                  |
| 19 marzo  | ITF Women's Circuit La Canada 2001 La Cañada, Stati Uniti Cemento $25,000                   |            |           |               |                  |
| 19 marzo  | Trophee de La Ville de Cholet 2001 Cholet, Francia Terra rossa $10,000                      |            |           |               |                  |
| 19 marzo  | Trophee de La Ville de Cholet 2001 Cholet, Francia Terra rossa $10,000                      |            |           |               |                  |
| 19 marzo  | Odorisio Cup Tennis Club Parioli 2001 Roma, Italia Terra rossa $10,000                      |            |           |               |                  |
| 19 marzo  | Odorisio Cup Tennis Club Parioli 2001 Roma, Italia Terra rossa $10,000                      |            |           |               |                  |
| 26 marzo  | ITF Women's Circuit Stone Mountain 2001 Stone Mountain, Stati Uniti Cemento $25,000         |            |           |               |                  |
| 26 marzo  | ITF Women's Circuit Stone Mountain 2001 Stone Mountain, Stati Uniti Cemento $25,000         |            |           |               |                  |
| 26 marzo  | ITF Women's Circuit Santiago 2001 Santiago, Cile Terra rossa $10,000                        |            |           |               |                  |
| 26 marzo  | ITF Women's Circuit Santiago 2001 Santiago, Cile Terra rossa $10,000                        |            |           |               |                  |
| 26 marzo  | Trofeo Banca Arditi Galati 2001 Bari, Italia Terra rossa $10,000                            |            |           |               |                  |
| 26 marzo  | Trofeo Banca Arditi Galati 2001 Bari, Italia Terra rossa $10,000                            |            |           |               |                  |
| 26 marzo  | Internationaux Féminins d'Amiens 2001 Amiens, Francia Terra rossa $10,000                   |            |           |               |                  |
| 26 marzo  | Internationaux Féminins d'Amiens 2001 Amiens, Francia Terra rossa $10,000                   |            |           |               |                  |

### Aprile
| Settimana | Torneo                                                                                                | Vincitrice | Finalista | Semifinaliste | Quarti di finale |
| --------- | --- | ---------- | --------- | ------------- | ---------------- |
| 2 aprile  | Al Habtoor Future Challenge 2001 Dubai, Emirati Arabi Uniti Cemento $75,000                           |            |           |               |                  |
| 2 aprile  | Al Habtoor Future Challenge 2001 Dubai, Emirati Arabi Uniti Cemento $75,000                           |            |           |               |                  |
| 2 aprile  | Xenia Athens Open 2001 Atene, Grecia Terra rossa $10,000                                              |            |           |               |                  |
| 2 aprile  | Xenia Athens Open 2001 Atene, Grecia Terra rossa $10,000                                              |            |           |               |                  |
| 2 aprile  | Makarska Ladies Open 2001 Macarsca, Croazia Terra rossa $10,000                                       |            |           |               |                  |
| 2 aprile  | Makarska Ladies Open 2001 Macarsca, Croazia Terra rossa $10,000                                       |            |           |               |                  |
| 2 aprile  | ITF Women's Circuit West Palm 2001 West Palm Beach, Stati Uniti Terra rossa $75,000                   |            |           |               |                  |
| 2 aprile  | ITF Women's Circuit West Palm 2001 West Palm Beach, Stati Uniti Terra rossa $75,000                   |            |           |               |                  |
| 2 aprile  | ITF Women's Circuit Juarez 2001 Ciudad Juárez, Messico Terra rossa $25,000                            |            |           |               |                  |
| 2 aprile  | ITF Women's Circuit Juarez 2001 Ciudad Juárez, Messico Terra rossa $25,000                            |            |           |               |                  |
| 9 aprile  | Quartu Women's Tour 2001 Quartu Sant'Elena, Italia Cemento $10,000                                    |            |           |               |                  |
| 9 aprile  | Quartu Women's Tour 2001 Quartu Sant'Elena, Italia Cemento $10,000                                    |            |           |               |                  |
| 9 aprile  | ITF Femenil San Luis Potosí 2001 San Luis Potosí, Messico Terra rossa $25,000                         |            |           |               |                  |
| 9 aprile  | ITF Femenil San Luis Potosí 2001 San Luis Potosí, Messico Terra rossa $25,000                         |            |           |               |                  |
| 9 aprile  | Dubovnik & Riviera Cavtat Open 2001 Ragusa Vecchia, Croazia Terra rossa $10,000                       |            |           |               |                  |
| 9 aprile  | Dubovnik & Riviera Cavtat Open 2001 Ragusa Vecchia, Croazia Terra rossa $10,000                       |            |           |               |                  |
| 9 aprile  | Open Gaz de France de Bretagne 2001 Dinan, Francia Terra rossa $25,000                                |            |           |               |                  |
| 9 aprile  | Open Gaz de France de Bretagne 2001 Dinan, Francia Terra rossa $25,000                                |            |           |               |                  |
| 9 aprile  | ITF Women's Circuit Columbus 2001 Columbus, Stati Uniti Cemento $25,000                               |            |           |               |                  |
| 9 aprile  | ITF Women's Circuit Columbus 2001 Columbus, Stati Uniti Cemento $25,000                               |            |           |               |                  |
| 16 aprile | ITF Women's Circuit Allentown 2001 Allentown, Stati Uniti Cemento $25,000                             |            |           |               |                  |
| 16 aprile | ITF Women's Circuit Allentown 2001 Allentown, Stati Uniti Cemento $25,000                             |            |           |               |                  |
| 16 aprile | Open Gaz de France Pau-Gelos 2001 Gelos, Francia Terra rossa $25,000                                  |            |           |               |                  |
| 16 aprile | Open Gaz de France Pau-Gelos 2001 Gelos, Francia Terra rossa $25,000                                  |            |           |               |                  |
| 16 aprile | Torneo Internazionale Femminile Città di Cagliari 2001 Cagliari, Italia Terra rossa $10,000           |            |           |               |                  |
| 16 aprile | Torneo Internazionale Femminile Città di Cagliari 2001 Cagliari, Italia Terra rossa $10,000           |            |           |               |                  |
| 16 aprile | GEMAX Open 2001 Belgrado, Jugoslavia Terra rossa $10,000                                              |            |           |               |                  |
| 16 aprile | GEMAX Open 2001 Belgrado, Jugoslavia Terra rossa $10,000                                              |            |           |               |                  |
| 16 aprile | Gariful Hvar Open 2001 Lesina, Croazia Terra rossa $10,000                                            |            |           |               |                  |
| 16 aprile | Gariful Hvar Open 2001 Lesina, Croazia Terra rossa $10,000                                            |            |           |               |                  |
| 16 aprile | Mimas Tennis Futures 2001 Belo Horizonte, Brasile Cemento $10,000                                     |            |           |               |                  |
| 16 aprile | Mimas Tennis Futures 2001 Belo Horizonte, Brasile Cemento $10,000                                     |            |           |               |                  |
| 16 aprile | ITF Women's Circuit Ho Chi Minh City 2001 Ho Chi Minh, Vietnam Cemento $25,000                        |            |           |               |                  |
| 16 aprile | ITF Women's Circuit Ho Chi Minh City 2001 Ho Chi Minh, Vietnam Cemento $25,000                        |            |           |               |                  |
| 16 aprile | ITF Femenil Britania Coatzacoalcos 2001 Coatzacoalcos, Messico Cemento $25,000                        |            |           |               |                  |
| 16 aprile | ITF Femenil Britania Coatzacoalcos 2001 Coatzacoalcos, Messico Cemento $25,000                        |            |           |               |                  |
| 16 aprile | ITF Women's Circuit Chandigarh 2001 Chandigarh, India Cemento $10,000                                 |            |           |               |                  |
| 16 aprile | ITF Women's Circuit Chandigarh 2001 Chandigarh, India Cemento $10,000                                 |            |           |               |                  |
| 21 aprile | ITF Women's Circuit Yamaguchi 2001 Yamaguchi, Giappone Erba $10,000                                   |            |           |               |                  |
| 21 aprile | ITF Women's Circuit Yamaguchi 2001 Yamaguchi, Giappone Erba $10,000                                   |            |           |               |                  |
| 23 aprile | NECC ITF Women's Tennis Tournament 2001 Pune, India Cemento $10,000                                   |            |           |               |                  |
| 23 aprile | NECC ITF Women's Tennis Tournament 2001 Pune, India Cemento $10,000                                   |            |           |               |                  |
| 23 aprile | Torneo Tennis Club Caserta 2001 Caserta, Italia Terra rossa $50,000                                   |            |           |               |                  |
| 23 aprile | Torneo Tennis Club Caserta 2001 Caserta, Italia Terra rossa $50,000                                   |            |           |               |                  |
| 23 aprile | AEGON Pro Series Bournemouth 2001 Bournemouth, Gran Bretagna Terra rossa $10,000                      |            |           |               |                  |
| 23 aprile | AEGON Pro Series Bournemouth 2001 Bournemouth, Gran Bretagna Terra rossa $10,000                      |            |           |               |                  |
| 23 aprile | St. Dominic USTA Pro Circuit $25,000 Women's Challenger 2001 Jackson, Stati Uniti Terra rossa $25,000 |            |           |               |                  |
| 23 aprile | St. Dominic USTA Pro Circuit $25,000 Women's Challenger 2001 Jackson, Stati Uniti Terra rossa $25,000 |            |           |               |                  |
| 23 aprile | Internazionali di San Severo 2001 San Severo, Italia Terra rossa $10,000                              |            |           |               |                  |
| 23 aprile | Internazionali di San Severo 2001 San Severo, Italia Terra rossa $10,000                              |            |           |               |                  |
| 23 aprile | ITF Women's Circuit Bradenton 2001 Bradenton, Stati Uniti Terra rossa $75,000                         |            |           |               |                  |
| 23 aprile | ITF Women's Circuit Bradenton 2001 Bradenton, Stati Uniti Terra rossa $75,000                         |            |           |               |                  |
| 23 aprile | ITF Women's Circuit Seoul 2001 Seul, Corea del Sud Cemento $50,000                                    |            |           |               |                  |
| 23 aprile | ITF Women's Circuit Seoul 2001 Seul, Corea del Sud Cemento $50,000                                    |            |           |               |                  |
| 30 aprile | ITF Women's Circuit Florianopolis 2001 Florianópolis, Brasile Terra rossa $10,000                     |            |           |               |                  |
| 30 aprile | ITF Women's Circuit Florianopolis 2001 Florianópolis, Brasile Terra rossa $10,000                     |            |           |               |                  |
| 30 aprile | ITF Women's Circuit Hatfield 2001 Hatfield, Gran Bretagna Terra rossa $10,000                         |            |           |               |                  |
| 30 aprile | ITF Women's Circuit Hatfield 2001 Hatfield, Gran Bretagna Terra rossa $10,000                         |            |           |               |                  |
| 30 aprile | Open GDF SUEZ de Cagnes-sur-Mer Alpes-Maritimes 2001 Cagnes-sur-Mer, Francia Terra rossa $25,000      |            |           |               |                  |
| 30 aprile | Open GDF SUEZ de Cagnes-sur-Mer Alpes-Maritimes 2001 Cagnes-sur-Mer, Francia Terra rossa $25,000      |            |           |               |                  |
| 30 aprile | Taranto Open 2001 Taranto, Italia Terra rossa $25,000                                                 |            |           |               |                  |
| 30 aprile | Taranto Open 2001 Taranto, Italia Terra rossa $25,000                                                 |            |           |               |                  |
| 30 aprile | Dothan Pro Classic 2001 Dothan, Stati Uniti Terra rossa $25,000                                       |            |           |               |                  |
| 30 aprile | Dothan Pro Classic 2001 Dothan, Stati Uniti Terra rossa $25,000                                       |            |           |               |                  |
| 30 aprile | Nitra Cup 2001 Nitra, Slovacchia Terra rossa $10,000                                                  |            |           |               |                  |
| 30 aprile | Nitra Cup 2001 Nitra, Slovacchia Terra rossa $10,000                                                  |            |           |               |                  |
| 30 aprile | Kangaroo Cup International Ladies Open Tennis 2001 Gifu, Giappone Sintetico $50,000                   |            |           |               |                  |
| 30 aprile | Kangaroo Cup International Ladies Open Tennis 2001 Gifu, Giappone Sintetico $50,000                   |            |           |               |                  |

### Maggio
| Settimana | Torneo                                                                                             | Vincitrice | Finalista | Semifinaliste | Quarti di finale |
| --------- | -------------------------------------------------------------------------------------------------- | ---------- | --------- | ------------- | ---------------- |
| 7 maggio  | Saris Cup Presov 2001 Prešov, Slovacchia Terra rossa $10,000                                       |            |           |               |                  |
| 7 maggio  | Saris Cup Presov 2001 Prešov, Slovacchia Terra rossa $10,000                                       |            |           |               |                  |
| 7 maggio  | Fukuoka International Women's Cup 2001 Fukuoka, Giappone Erba $50,000                              |            |           |               |                  |
| 7 maggio  | Fukuoka International Women's Cup 2001 Fukuoka, Giappone Erba $50,000                              |            |           |               |                  |
| 7 maggio  | Trofeo Ediltermica 2001 Maglie, Italia Terra rossa $25,000                                         |            |           |               |                  |
| 7 maggio  | Trofeo Ediltermica 2001 Maglie, Italia Terra rossa $25,000                                         |            |           |               |                  |
| 7 maggio  | Torneo Club Tennis Tortosa 2001 Tortosa, Spagna Terra rossa $10,000                                |            |           |               |                  |
| 7 maggio  | Torneo Club Tennis Tortosa 2001 Tortosa, Spagna Terra rossa $10,000                                |            |           |               |                  |
| 7 maggio  | ITF Women's Circuit Midlothian 2001 Midlothian, Stati Uniti Terra rossa $25,000                    |            |           |               |                  |
| 7 maggio  | ITF Women's Circuit Midlothian 2001 Midlothian, Stati Uniti Terra rossa $25,000                    |            |           |               |                  |
| 7 maggio  | AEGON Pro Series Swansea 2001 Swansea, Gran Bretagna Terra rossa $10,000                           |            |           |               |                  |
| 7 maggio  | AEGON Pro Series Swansea 2001 Swansea, Gran Bretagna Terra rossa $10,000                           |            |           |               |                  |
| 7 maggio  | ITF Women's Circuit Mersin 2001 Mersin, Turchia Terra rossa $10,000                                |            |           |               |                  |
| 7 maggio  | ITF Women's Circuit Mersin 2001 Mersin, Turchia Terra rossa $10,000                                |            |           |               |                  |
| 14 maggio | ITF Women's Circuit Jaffa 2001 Giaffa, Israele Cemento $10,000                                     |            |           |               |                  |
| 14 maggio | ITF Women's Circuit Jaffa 2001 Giaffa, Israele Cemento $10,000                                     |            |           |               |                  |
| 14 maggio | AEGON Pro Series Edinburgh 2001 Edimburgo, Gran Bretagna Terra rossa $25,000                       |            |           |               |                  |
| 14 maggio | AEGON Pro Series Edinburgh 2001 Edimburgo, Gran Bretagna Terra rossa $25,000                       |            |           |               |                  |
| 14 maggio | Trofeo Viva 2001 Torino, Italia Terra rossa $10,000                                                |            |           |               |                  |
| 14 maggio | Trofeo Viva 2001 Torino, Italia Terra rossa $10,000                                                |            |           |               |                  |
| 14 maggio | Szczecin Open 2001 Stettino, Polonia Terra rossa $10,000                                           |            |           |               |                  |
| 14 maggio | Szczecin Open 2001 Stettino, Polonia Terra rossa $10,000                                           |            |           |               |                  |
| 21 maggio | Hunt Communities USTA Women's Pro Tennis Classic El Paso 2001 El Paso, Stati Uniti Cemento $10,000 |            |           |               |                  |
| 21 maggio | Hunt Communities USTA Women's Pro Tennis Classic El Paso 2001 El Paso, Stati Uniti Cemento $10,000 |            |           |               |                  |
| 21 maggio | Trofeo Società Gestioni Energetiche 2001 Casale Monferrato, Italia Terra rossa $10,000             |            |           |               |                  |
| 21 maggio | Trofeo Società Gestioni Energetiche 2001 Casale Monferrato, Italia Terra rossa $10,000             |            |           |               |                  |
| 21 maggio | Olecko Cup 2001 Olecko, Polonia Terra rossa $10,000                                                |            |           |               |                  |
| 21 maggio | Olecko Cup 2001 Olecko, Polonia Terra rossa $10,000                                                |            |           |               |                  |
| 21 maggio | Allianz Cup 2001 Sofia, Bulgaria Terra rossa $25,000                                               |            |           |               |                  |
| 21 maggio | Allianz Cup 2001 Sofia, Bulgaria Terra rossa $25,000                                               |            |           |               |                  |
| 21 maggio | OVS Ladies Open 2001 Guimarães, Portogallo Cemento $25,000                                         |            |           |               |                  |
| 21 maggio | OVS Ladies Open 2001 Guimarães, Portogallo Cemento $25,000                                         |            |           |               |                  |
| 21 maggio | Vanessa Phillips Circuit 2001 Tel Aviv, Israele Cemento $10,000                                    |            |           |               |                  |
| 21 maggio | Vanessa Phillips Circuit 2001 Tel Aviv, Israele Cemento $10,000                                    |            |           |               |                  |
| 28 maggio | ITF Women's Circuit Lake Ozark 2001 Lake Ozark, Stati Uniti Cemento $10,000                        |            |           |               |                  |
| 28 maggio | ITF Women's Circuit Lake Ozark 2001 Lake Ozark, Stati Uniti Cemento $10,000                        |            |           |               |                  |
| 28 maggio | Durban International Open 2001 Durban, Sudafrica Cemento $10,000                                   |            |           |               |                  |
| 28 maggio | Durban International Open 2001 Durban, Sudafrica Cemento $10,000                                   |            |           |               |                  |
| 28 maggio | Torneo Internazionale Regione Piemonte 2001 Biella, Italia Terra rossa $25,000                     |            |           |               |                  |
| 28 maggio | Torneo Internazionale Regione Piemonte 2001 Biella, Italia Terra rossa $25,000                     |            |           |               |                  |
| 28 maggio | Macha Lake Satellite 2001 Staré Splavy, Repubblica Ceca Terra rossa $10,000                        |            |           |               |                  |
| 28 maggio | Macha Lake Satellite 2001 Staré Splavy, Repubblica Ceca Terra rossa $10,000                        |            |           |               |                  |
| 28 maggio | BGZ Cup 2001 Varsavia, Polonia Terra rossa $10,000                                                 |            |           |               |                  |
| 28 maggio | BGZ Cup 2001 Varsavia, Polonia Terra rossa $10,000                                                 |            |           |               |                  |
| 28 maggio | ITF Women's Circuit Baotau 2001 Baotau, Cina Terra rossa $10,000                                   |            |           |               |                  |
| 28 maggio | ITF Women's Circuit Baotau 2001 Baotau, Cina Terra rossa $10,000                                   |            |           |               |                  |

### Giugno
| Settimana | Torneo                                                                                        | Vincitrice | Finalista | Semifinaliste | Quarti di finale |
| --------- | --------------------------------------------------------------------------------------------- | ---------- | --------- | ------------- | ---------------- |
| 2 giugno  | India Development Circuit 2001 ?, India Terra rossa $20,000                                   |            |           |               |                  |
| 2 giugno  | India Development Circuit 2001 ?, India Terra rossa $20,000                                   |            |           |               |                  |
| 4 giugno  | Head Tail Activewear Women's 2001 Hilton Head, Stati Uniti Cemento $10,000                    |            |           |               |                  |
| 4 giugno  | Head Tail Activewear Women's 2001 Hilton Head, Stati Uniti Cemento $10,000                    |            |           |               |                  |
| 4 giugno  | The Surbiton Trophy 2001 Surbiton, Gran Bretagna Erba $25,000                                 |            |           |               |                  |
| 4 giugno  | The Surbiton Trophy 2001 Surbiton, Gran Bretagna Erba $25,000                                 |            |           |               |                  |
| 4 giugno  | Durban International Open 2001 Durban, Sudafrica Cemento $10,000                              |            |           |               |                  |
| 4 giugno  | Durban International Open 2001 Durban, Sudafrica Cemento $10,000                              |            |           |               |                  |
| 4 giugno  | Akbank Women's Circuit 2001 Ankara, Turchia Terra rossa $10,000                               |            |           |               |                  |
| 4 giugno  | Akbank Women's Circuit 2001 Ankara, Turchia Terra rossa $10,000                               |            |           |               |                  |
| 4 giugno  | ITF Women's Circuit Hohhot 2001 Hohhot, Cina Terra rossa $10,000                              |            |           |               |                  |
| 4 giugno  | ITF Women's Circuit Hohhot 2001 Hohhot, Cina Terra rossa $10,000                              |            |           |               |                  |
| 4 giugno  | Torneo Internazionale Femminile Città Di Galatina 2001 Galatina, Italia Terra rossa $25,000   |            |           |               |                  |
| 4 giugno  | Torneo Internazionale Femminile Città Di Galatina 2001 Galatina, Italia Terra rossa $25,000   |            |           |               |                  |
| 11 giugno | ITF Women's Circuit Mount Pleasant 2001 Mount Pleasant, Stati Uniti Cemento $25,000           |            |           |               |                  |
| 11 giugno | ITF Women's Circuit Mount Pleasant 2001 Mount Pleasant, Stati Uniti Cemento $25,000           |            |           |               |                  |
| 11 giugno | ITF Women's Circuit Seoul 2001 Seul, Corea del Sud Cemento $10,000                            |            |           |               |                  |
| 11 giugno | ITF Women's Circuit Seoul 2001 Seul, Corea del Sud Cemento $10,000                            |            |           |               |                  |
| 11 giugno | LGT Open 2001 Vaduz, Liechtenstein Terra rossa $10,000                                        |            |           |               |                  |
| 11 giugno | LGT Open 2001 Vaduz, Liechtenstein Terra rossa $10,000                                        |            |           |               |                  |
| 11 giugno | Open GDF SUEZ de Marseille 2001 Marsiglia, Francia Terra rossa $50,000                        |            |           |               |                  |
| 11 giugno | Open GDF SUEZ de Marseille 2001 Marsiglia, Francia Terra rossa $50,000                        |            |           |               |                  |
| 11 giugno | ITF Women's Circuit Raalte 2001 Raalte, Paesi Bassi Terra rossa $10,000                       |            |           |               |                  |
| 11 giugno | ITF Women's Circuit Raalte 2001 Raalte, Paesi Bassi Terra rossa $10,000                       |            |           |               |                  |
| 11 giugno | Torneo Internazionale Femminile Città di Grado 2001 Grado, Italia Terra rossa $25,000         |            |           |               |                  |
| 11 giugno | Torneo Internazionale Femminile Città di Grado 2001 Grado, Italia Terra rossa $25,000         |            |           |               |                  |
| 11 giugno | Sampo Open 2001 Tallinn, Estonia Terra rossa $25,000                                          |            |           |               |                  |
| 11 giugno | Sampo Open 2001 Tallinn, Estonia Terra rossa $25,000                                          |            |           |               |                  |
| 16 giugno | ITF Women's Circuit Sopot 2001 Sopot, Polonia Terra rossa $25,000                             |            |           |               |                  |
| 16 giugno | ITF Women's Circuit Sopot 2001 Sopot, Polonia Terra rossa $25,000                             |            |           |               |                  |
| 18 giugno | ITF Incheon Women's Challenger Tennis 2001 Inchon, Corea del Sud Cemento $10,000              |            |           |               |                  |
| 18 giugno | ITF Incheon Women's Challenger Tennis 2001 Inchon, Corea del Sud Cemento $10,000              |            |           |               |                  |
| 18 giugno | ITF Women's Circuit Easton 2001 Easton, Stati Uniti Cemento $10,000                           |            |           |               |                  |
| 18 giugno | ITF Women's Circuit Easton 2001 Easton, Stati Uniti Cemento $10,000                           |            |           |               |                  |
| 18 giugno | Montemor Ladies Open 2001 Montemor-o-Novo, Portogallo Cemento $10,000                         |            |           |               |                  |
| 18 giugno | Montemor Ladies Open 2001 Montemor-o-Novo, Portogallo Cemento $10,000                         |            |           |               |                  |
| 18 giugno | TEIJIN Twaron Trophy 2001 Velp, Paesi Bassi Terra rossa $10,000                               |            |           |               |                  |
| 18 giugno | TEIJIN Twaron Trophy 2001 Velp, Paesi Bassi Terra rossa $10,000                               |            |           |               |                  |
| 18 giugno | ITF Women's Circuit Canet-En-Roussillon 2001 Canet-en-Roussillon, Francia Terra rossa $10,000 |            |           |               |                  |
| 18 giugno | ITF Women's Circuit Canet-En-Roussillon 2001 Canet-en-Roussillon, Francia Terra rossa $10,000 |            |           |               |                  |
| 18 giugno | Lenzerheide Open 2001 Lenzerheide, Svizzera Terra rossa $25,000                               |            |           |               |                  |
| 18 giugno | Lenzerheide Open 2001 Lenzerheide, Svizzera Terra rossa $25,000                               |            |           |               |                  |
| 18 giugno | Go'n'GO Tennis Cup Gorizia 2001 Gorizia, Italia Terra rossa $25,000                           |            |           |               |                  |
| 18 giugno | Go'n'GO Tennis Cup Gorizia 2001 Gorizia, Italia Terra rossa $25,000                           |            |           |               |                  |
| 18 giugno | ITF Women's Circuit Algiers 2001 Algeri, Algeria Terra rossa $10,000                          |            |           |               |                  |
| 18 giugno | ITF Women's Circuit Algiers 2001 Algeri, Algeria Terra rossa $10,000                          |            |           |               |                  |
| 18 giugno | ITF Women's Circuit Montreal 2001 Montréal, Canada Cemento $10,000                            |            |           |               |                  |
| 18 giugno | ITF Women's Circuit Montreal 2001 Montréal, Canada Cemento $10,000                            |            |           |               |                  |
| 25 giugno | ITF Women's Circuit Lachine 2001 Lachine, Canada Cemento $10,000                              |            |           |               |                  |
| 25 giugno | ITF Women's Circuit Lachine 2001 Lachine, Canada Cemento $10,000                              |            |           |               |                  |
| 25 giugno | ITF Women's Circuit Elvas 2001 Elvas, Portogallo Cemento $10,000                              |            |           |               |                  |
| 25 giugno | ITF Women's Circuit Elvas 2001 Elvas, Portogallo Cemento $10,000                              |            |           |               |                  |
| 25 giugno | ITF Women's Circuit Edmond 2001 Edmond, Stati Uniti Cemento $10,000                           |            |           |               |                  |
| 25 giugno | ITF Women's Circuit Edmond 2001 Edmond, Stati Uniti Cemento $10,000                           |            |           |               |                  |
| 25 giugno | Swedish Ladies 2001 Båstad, Svezia Terra rossa $25,000                                        |            |           |               |                  |
| 25 giugno | Swedish Ladies 2001 Båstad, Svezia Terra rossa $25,000                                        |            |           |               |                  |
| 25 giugno | ITF Women's Circuit Algiers 2 2001 Algeri, Algeria Terra rossa $10,000                        |            |           |               |                  |
| 25 giugno | ITF Women's Circuit Algiers 2 2001 Algeri, Algeria Terra rossa $10,000                        |            |           |               |                  |
| 25 giugno | Xenia Athens Open 2001 Atene, Grecia Terra rossa $10,000                                      |            |           |               |                  |
| 25 giugno | Xenia Athens Open 2001 Atene, Grecia Terra rossa $10,000                                      |            |           |               |                  |
| 25 giugno | Future Alkmaar 2001 Alkmaar, Paesi Bassi Terra rossa $10,000                                  |            |           |               |                  |
| 25 giugno | Future Alkmaar 2001 Alkmaar, Paesi Bassi Terra rossa $10,000                                  |            |           |               |                  |
| 25 giugno | Open GDF Suez de Mont de Marsan 2001 Mont-de-Marsan, Francia Terra rossa $25,000              |            |           |               |                  |
| 25 giugno | Open GDF Suez de Mont de Marsan 2001 Mont-de-Marsan, Francia Terra rossa $25,000              |            |           |               |                  |
| 25 giugno | ITF Women's Circuit Fontanafredda 2001 Fontanafredda, Italia Terra rossa $25,000              |            |           |               |                  |
| 25 giugno | ITF Women's Circuit Fontanafredda 2001 Fontanafredda, Italia Terra rossa $25,000              |            |           |               |                  |

### Luglio
| Settimana | Torneo | Vincitrice | Finalista | Semifinaliste | Quarti di finale |
| --------- | --- | ---------- | --------- | ------------- | ---------------- |
| 2 luglio  | ITF Women's Circuit Los Gatos 2001 Los Gatos, Stati Uniti Cemento $50,000                                  |            |           |               |                  |
| 2 luglio  | ITF Women's Circuit Los Gatos 2001 Los Gatos, Stati Uniti Cemento $50,000                                  |            |           |               |                  |
| 2 luglio  | ITF Women's Circuit Waco 2001 Waco, Stati Uniti Cemento $10,000                                            |            |           |               |                  |
| 2 luglio  | ITF Women's Circuit Waco 2001 Waco, Stati Uniti Cemento $10,000                                            |            |           |               |                  |
| 2 luglio  | ITF Women's Circuit Kao-Hsiung City 2001 Kaohsiung, Taiwan Cemento $10,000                                 |            |           |               |                  |
| 2 luglio  | ITF Women's Circuit Kao-Hsiung City 2001 Kaohsiung, Taiwan Cemento $10,000                                 |            |           |               |                  |
| 2 luglio  | ITF Women's Circuit Lido di Camaiore 2001 Lido di Camaiore, Italia Terra rossa $10,000                     |            |           |               |                  |
| 2 luglio  | ITF Women's Circuit Lido di Camaiore 2001 Lido di Camaiore, Italia Terra rossa $10,000                     |            |           |               |                  |
| 2 luglio  | Internationaler Württembergische Damen-Tennis-Meisterschaften 2001 Vaihingen, Germania Terra rossa $25,000 |            |           |               |                  |
| 2 luglio  | Internationaler Württembergische Damen-Tennis-Meisterschaften 2001 Vaihingen, Germania Terra rossa $25,000 |            |           |               |                  |
| 2 luglio  | Memorial Benito Grassi 2001 Orbetello, Italia Terra rossa $25,000                                          |            |           |               |                  |
| 2 luglio  | Memorial Benito Grassi 2001 Orbetello, Italia Terra rossa $25,000                                          |            |           |               |                  |
| 2 luglio  | Open Gaz de France du Périgord 2001 Périgueux, Francia Terra rossa $10,000                                 |            |           |               |                  |
| 2 luglio  | Open Gaz de France du Périgord 2001 Périgueux, Francia Terra rossa $10,000                                 |            |           |               |                  |
| 2 luglio  | Maarsen Future 2001 Amsterdam, Paesi Bassi Terra rossa $10,000                                             |            |           |               |                  |
| 2 luglio  | Maarsen Future 2001 Amsterdam, Paesi Bassi Terra rossa $10,000                                             |            |           |               |                  |
| 9 luglio  | ITF Women's Circuit Tianjin 2001 Tientsin, Cina Cemento $10,000                                            |            |           |               |                  |
| 9 luglio  | ITF Women's Circuit Tianjin 2001 Tientsin, Cina Cemento $10,000                                            |            |           |               |                  |
| 9 luglio  | AEGON Pro Series Felixstowe 2001 Felixstowe, Gran Bretagna Erba $25,000                                    |            |           |               |                  |
| 9 luglio  | AEGON Pro Series Felixstowe 2001 Felixstowe, Gran Bretagna Erba $25,000                                    |            |           |               |                  |
| 9 luglio  | ITF Women's Circuit College Park 2001 College Park, Stati Uniti Cemento $25,000                            |            |           |               |                  |
| 9 luglio  | ITF Women's Circuit College Park 2001 College Park, Stati Uniti Cemento $25,000                            |            |           |               |                  |
| 9 luglio  | Internacional de Getxo 2001 Getxo, Spagna Terra rossa $10,000                                              |            |           |               |                  |
| 9 luglio  | Internacional de Getxo 2001 Getxo, Spagna Terra rossa $10,000                                              |            |           |               |                  |
| 9 luglio  | Torneo Internazionale Femminile Città di Sezze 2001 Sezze, Italia Terra rossa $10,000                      |            |           |               |                  |
| 9 luglio  | Torneo Internazionale Femminile Città di Sezze 2001 Sezze, Italia Terra rossa $10,000                      |            |           |               |                  |
| 9 luglio  | Bella Cup 2001 Toruń, Polonia Terra rossa $10,000                                                          |            |           |               |                  |
| 9 luglio  | Bella Cup 2001 Toruń, Polonia Terra rossa $10,000                                                          |            |           |               |                  |
| 9 luglio  | Darmstadt Tennis International 2001 Darmstadt, Germania Terra rossa $25,000                                |            |           |               |                  |
| 9 luglio  | Darmstadt Tennis International 2001 Darmstadt, Germania Terra rossa $25,000                                |            |           |               |                  |
| 9 luglio  | Internacional de Getxo 2001 Getxo, Spagna Terra rossa $25,000                                              |            |           |               |                  |
| 9 luglio  | Internacional de Getxo 2001 Getxo, Spagna Terra rossa $25,000                                              |            |           |               |                  |
| 12 luglio | ITF Women's Circuit Cuernavaca 2001 Cuernavaca, Messico Terra rossa $10,000                                |            |           |               |                  |
| 12 luglio | ITF Women's Circuit Cuernavaca 2001 Cuernavaca, Messico Terra rossa $10,000                                |            |           |               |                  |
| 13 luglio | ITF Women's Circuit Mahwah 2001 Mahwah, Stati Uniti Cemento $50,000                                        |            |           |               |                  |
| 13 luglio | ITF Women's Circuit Mahwah 2001 Mahwah, Stati Uniti Cemento $50,000                                        |            |           |               |                  |
| 16 luglio | Ciudad de Valladolid 2001 Valladolid, Spagna Cemento $25,000                                               |            |           |               |                  |
| 16 luglio | Ciudad de Valladolid 2001 Valladolid, Spagna Cemento $25,000                                               |            |           |               |                  |
| 16 luglio | ITF Women's Circuit Baltimore 2001 Baltimora, Stati Uniti Cemento $10,000                                  |            |           |               |                  |
| 16 luglio | ITF Women's Circuit Baltimore 2001 Baltimora, Stati Uniti Cemento $10,000                                  |            |           |               |                  |
| 16 luglio | AEGON Pro Series Frinton 2001 Frinton-on-Sea, Gran Bretagna Erba $10,000                                   |            |           |               |                  |
| 16 luglio | AEGON Pro Series Frinton 2001 Frinton-on-Sea, Gran Bretagna Erba $10,000                                   |            |           |               |                  |
| 16 luglio | ITF Women's Circuit São José dos Campos 2001 São José dos Campos, Brasile Cemento $25,000                  |            |           |               |                  |
| 16 luglio | ITF Women's Circuit São José dos Campos 2001 São José dos Campos, Brasile Cemento $25,000                  |            |           |               |                  |
| 16 luglio | Memorial Eugenio Fontana 2001 Modena, Italia Terra rossa $50,000                                           |            |           |               |                  |
| 16 luglio | Memorial Eugenio Fontana 2001 Modena, Italia Terra rossa $50,000                                           |            |           |               |                  |
| 16 luglio | Open International du Touquet 2001 Le Touquet, Francia Terra rossa $10,000                                 |            |           |               |                  |
| 16 luglio | Open International du Touquet 2001 Le Touquet, Francia Terra rossa $10,000                                 |            |           |               |                  |
| 16 luglio | Iris Ladies Trophy 2001 Bruxelles, Belgio Terra rossa $10,000                                              |            |           |               |                  |
| 16 luglio | Iris Ladies Trophy 2001 Bruxelles, Belgio Terra rossa $10,000                                              |            |           |               |                  |
| 16 luglio | ITF Women's Circuit Tianjin 2001 Tientsin, Cina Cemento $10,000                                            |            |           |               |                  |
| 16 luglio | ITF Women's Circuit Tianjin 2001 Tientsin, Cina Cemento $10,000                                            |            |           |               |                  |
| 23 luglio | ITF Women's Circuit Guangzhou 2001 Canton, Cina Cemento $25,000                                            |            |           |               |                  |
| 23 luglio | ITF Women's Circuit Guangzhou 2001 Canton, Cina Cemento $25,000                                            |            |           |               |                  |
| 23 luglio | Odlum Brown Vancouver Open 2001 Vancouver, Canada Cemento $10,000                                          |            |           |               |                  |
| 23 luglio | Odlum Brown Vancouver Open 2001 Vancouver, Canada Cemento $10,000                                          |            |           |               |                  |
| 23 luglio | ITF Women's Circuit Civitanova 2001 Civitanova Marche, Italia Terra rossa $25,000                          |            |           |               |                  |
| 23 luglio | ITF Women's Circuit Civitanova 2001 Civitanova Marche, Italia Terra rossa $25,000                          |            |           |               |                  |
| 23 luglio | Baden Pokal 2001 Ettenheim, Germania Terra rossa $50,000                                                   |            |           |               |                  |
| 23 luglio | Baden Pokal 2001 Ettenheim, Germania Terra rossa $50,000                                                   |            |           |               |                  |
| 23 luglio | BMW AHG Cup 2001 Horb am Neckar, Germania Terra rossa $10,000                                              |            |           |               |                  |
| 23 luglio | BMW AHG Cup 2001 Horb am Neckar, Germania Terra rossa $10,000                                              |            |           |               |                  |
| 23 luglio | Torneo Internacional de Navarra 2001 Pamplona, Spagna Cemento $25,000                                      |            |           |               |                  |
| 23 luglio | Torneo Internacional de Navarra 2001 Pamplona, Spagna Cemento $25,000                                      |            |           |               |                  |
| 23 luglio | ITF Women's Circuit Puerto Ordaz 2001 Puerto Ordaz, Venezuela Cemento $10,000                              |            |           |               |                  |
| 23 luglio | ITF Women's Circuit Puerto Ordaz 2001 Puerto Ordaz, Venezuela Cemento $10,000                              |            |           |               |                  |
| 23 luglio | Women's Hospital Classic 2001 Evansville, Stati Uniti Cemento $10,000                                      |            |           |               |                  |
| 23 luglio | Women's Hospital Classic 2001 Evansville, Stati Uniti Cemento $10,000                                      |            |           |               |                  |
| 23 luglio | Open GDF SUEZ des Contamines-Montjoie 2001 Les Contamines, Francia Cemento $25,000                         |            |           |               |                  |
| 23 luglio | Open GDF SUEZ des Contamines-Montjoie 2001 Les Contamines, Francia Cemento $25,000                         |            |           |               |                  |
| 30 luglio | Coppa Città di Alghero 2001 Alghero, Italia Cemento $25,000                                                |            |           |               |                  |
| 30 luglio | Coppa Città di Alghero 2001 Alghero, Italia Cemento $25,000                                                |            |           |               |                  |
| 30 luglio | Fifth Third Bank Tennis Championships 2001 Lexington, Stati Uniti Cemento $50,000                          |            |           |               |                  |
| 30 luglio | Fifth Third Bank Tennis Championships 2001 Lexington, Stati Uniti Cemento $50,000                          |            |           |               |                  |
| 30 luglio | Ted-Firatpen Ladies Open 2001 Istanbul, Turchia Terra rossa $10,000                                        |            |           |               |                  |
| 30 luglio | Ted-Firatpen Ladies Open 2001 Istanbul, Turchia Terra rossa $10,000                                        |            |           |               |                  |
| 30 luglio | Open Saint-Gaudens Midi Pyrénées 2001 Saint-Gaudens, Francia Terra rossa $50,000                           |            |           |               |                  |
| 30 luglio | Open Saint-Gaudens Midi Pyrénées 2001 Saint-Gaudens, Francia Terra rossa $50,000                           |            |           |               |                  |
| 30 luglio | ITF Women's Circuit Guayaquil 2001 Guayaquil, Ecuador Terra rossa $10,000                                  |            |           |               |                  |
| 30 luglio | ITF Women's Circuit Guayaquil 2001 Guayaquil, Ecuador Terra rossa $10,000                                  |            |           |               |                  |
| 30 luglio | ITF Women's Circuit Casablanca 2001 Casablanca, Marocco Terra rossa $10,000                                |            |           |               |                  |
| 30 luglio | ITF Women's Circuit Casablanca 2001 Casablanca, Marocco Terra rossa $10,000                                |            |           |               |                  |
| 30 luglio | ITF Women's Circuit Harrisonburg 2001 Harrisonburg, Stati Uniti Cemento $10,000                            |            |           |               |                  |
| 30 luglio | ITF Women's Circuit Harrisonburg 2001 Harrisonburg, Stati Uniti Cemento $10,000                            |            |           |               |                  |
| 30 luglio | Odlum Brown Vancouver Open 2001 Vancouver, Canada Cemento $25,000                                          |            |           |               |                  |
| 30 luglio | Odlum Brown Vancouver Open 2001 Vancouver, Canada Cemento $25,000                                          |            |           |               |                  |
| 30 luglio | Ciudad de Pontevedra 2001 Pontevedra, Spagna Cemento $10,000                                               |            |           |               |                  |
| 30 luglio | Ciudad de Pontevedra 2001 Pontevedra, Spagna Cemento $10,000                                               |            |           |               |                  |
| 30 luglio | Ellesse Ladies Irish Open 2001 Dublino, Irlanda Sintetico $10,000                                          |            |           |               |                  |
| 30 luglio | Ellesse Ladies Irish Open 2001 Dublino, Irlanda Sintetico $10,000                                          |            |           |               |                  |

### Agosto
| Settimana | Torneo                                                                            | Vincitrice | Finalista | Semifinaliste | Quarti di finale |
| --------- | --------------------------------------------------------------------------------- | ---------- | --------- | ------------- | ---------------- |
| 4 agosto  | Kedzierzyn Kozle Cup 2001 Kędzierzyn-Koźle, Polonia Terra rossa $10,000           |            |           |               |                  |
| 4 agosto  | Kedzierzyn Kozle Cup 2001 Kędzierzyn-Koźle, Polonia Terra rossa $10,000           |            |           |               |                  |
| 6 agosto  | Internacional Femenil Poza Rica 2001 Poza Rica, Messico Cemento $10,000           |            |           |               |                  |
| 6 agosto  | Internacional Femenil Poza Rica 2001 Poza Rica, Messico Cemento $10,000           |            |           |               |                  |
| 6 agosto  | ITF Women's Circuit Lima 2001 Lima, Perù Terra rossa $10,000                      |            |           |               |                  |
| 6 agosto  | ITF Women's Circuit Lima 2001 Lima, Perù Terra rossa $10,000                      |            |           |               |                  |
| 6 agosto  | Kedzierzyn Kozle Cup 2001 Kędzierzyn-Koźle, Polonia Terra rossa $10,000           |            |           |               |                  |
| 6 agosto  | Kedzierzyn Kozle Cup 2001 Kędzierzyn-Koźle, Polonia Terra rossa $10,000           |            |           |               |                  |
| 6 agosto  | Hechingen Ladies Open 2001 Hechingen, Germania Terra rossa $25,000                |            |           |               |                  |
| 6 agosto  | Hechingen Ladies Open 2001 Hechingen, Germania Terra rossa $25,000                |            |           |               |                  |
| 6 agosto  | Rebecq Ladiez Trophy 2001 Rebecq, Belgio Terra rossa $10,000                      |            |           |               |                  |
| 6 agosto  | Rebecq Ladiez Trophy 2001 Rebecq, Belgio Terra rossa $10,000                      |            |           |               |                  |
| 6 agosto  | Ceisa Cup 2001 Rimini, Italia Terra rossa $25,000                                 |            |           |               |                  |
| 6 agosto  | Ceisa Cup 2001 Rimini, Italia Terra rossa $25,000                                 |            |           |               |                  |
| 6 agosto  | AEGON Pro Series Bath ITF 2001 Bath, Gran Bretagna Cemento $10,000                |            |           |               |                  |
| 6 agosto  | AEGON Pro Series Bath ITF 2001 Bath, Gran Bretagna Cemento $10,000                |            |           |               |                  |
| 6 agosto  | ITF Women's Circuit Bangkok 2001 Bangkok, Thailandia Cemento $10,000              |            |           |               |                  |
| 6 agosto  | ITF Women's Circuit Bangkok 2001 Bangkok, Thailandia Cemento $10,000              |            |           |               |                  |
| 13 agosto | EmblemHealth Bronx Open 2001 Bronx, Stati Uniti Cemento $50,000                   |            |           |               |                  |
| 13 agosto | EmblemHealth Bronx Open 2001 Bronx, Stati Uniti Cemento $50,000                   |            |           |               |                  |
| 13 agosto | ITF Femenil San Luis Potosí 2001 San Luis Potosí, Messico Cemento $10,000         |            |           |               |                  |
| 13 agosto | ITF Femenil San Luis Potosí 2001 San Luis Potosí, Messico Cemento $10,000         |            |           |               |                  |
| 13 agosto | BRD Women's Cup 2001 Bucarest, Romania Terra rossa $10,000                        |            |           |               |                  |
| 13 agosto | BRD Women's Cup 2001 Bucarest, Romania Terra rossa $10,000                        |            |           |               |                  |
| 13 agosto | Flanders Ladies Trophy Koksijde 2001 Koksijde, Belgio Terra rossa $10,000         |            |           |               |                  |
| 13 agosto | Flanders Ladies Trophy Koksijde 2001 Koksijde, Belgio Terra rossa $10,000         |            |           |               |                  |
| 13 agosto | Copa Club The Strongest 2001 La Paz, Bolivia Terra rossa $10,000                  |            |           |               |                  |
| 13 agosto | Copa Club The Strongest 2001 La Paz, Bolivia Terra rossa $10,000                  |            |           |               |                  |
| 13 agosto | Deza Trophy 2001 Valašské Meziříčí, Repubblica Ceca Terra rossa $10,000           |            |           |               |                  |
| 13 agosto | Deza Trophy 2001 Valašské Meziříčí, Repubblica Ceca Terra rossa $10,000           |            |           |               |                  |
| 13 agosto | Aosta Cup 2001 Aosta, Italia Terra rossa $10,000                                  |            |           |               |                  |
| 13 agosto | Aosta Cup 2001 Aosta, Italia Terra rossa $10,000                                  |            |           |               |                  |
| 13 agosto | ITF Women's Circuit Bangkok 2001 Bangkok, Thailandia Cemento $10,000              |            |           |               |                  |
| 13 agosto | ITF Women's Circuit Bangkok 2001 Bangkok, Thailandia Cemento $10,000              |            |           |               |                  |
| 13 agosto | AEGON Pro Series Cumberland 2001 Londra, Gran Bretagna Cemento $10,000            |            |           |               |                  |
| 13 agosto | AEGON Pro Series Cumberland 2001 Londra, Gran Bretagna Cemento $10,000            |            |           |               |                  |
| 20 agosto | Infond Open 2001 Maribor, Slovenia Terra rossa $25,000                            |            |           |               |                  |
| 20 agosto | Infond Open 2001 Maribor, Slovenia Terra rossa $25,000                            |            |           |               |                  |
| 20 agosto | ITF Women's Circuit Buenos Aires 2001 Buenos Aires, Argentina Terra rossa $10,000 |            |           |               |                  |
| 20 agosto | ITF Women's Circuit Buenos Aires 2001 Buenos Aires, Argentina Terra rossa $10,000 |            |           |               |                  |
| 20 agosto | Magnisia Cup 2001 Volo, Grecia Sintetico $10,000                                  |            |           |               |                  |
| 20 agosto | Magnisia Cup 2001 Volo, Grecia Sintetico $10,000                                  |            |           |               |                  |
| 20 agosto | Westend Ladies Tennis Cup 2001 Westende, Belgio Terra rossa $10,000               |            |           |               |                  |
| 20 agosto | Westend Ladies Tennis Cup 2001 Westende, Belgio Terra rossa $10,000               |            |           |               |                  |
| 20 agosto | International Country Cuneo 2001 Cuneo, Italia Terra rossa $10,000                |            |           |               |                  |
| 20 agosto | International Country Cuneo 2001 Cuneo, Italia Terra rossa $10,000                |            |           |               |                  |
| 20 agosto | Twents Open 2001 Enschede, Paesi Bassi Terra rossa $10,000                        |            |           |               |                  |
| 20 agosto | Twents Open 2001 Enschede, Paesi Bassi Terra rossa $10,000                        |            |           |               |                  |
| 27 agosto | TEAN International 2001 Alphen aan den Rijn, Paesi Bassi Terra rossa $10,000      |            |           |               |                  |
| 27 agosto | TEAN International 2001 Alphen aan den Rijn, Paesi Bassi Terra rossa $10,000      |            |           |               |                  |
| 27 agosto | BRD Groupe Societe Generale 2001 Bucarest, Romania Terra rossa $10,000            |            |           |               |                  |
| 27 agosto | BRD Groupe Societe Generale 2001 Bucarest, Romania Terra rossa $10,000            |            |           |               |                  |
| 27 agosto | ITF Women's Circuit Asuncion 2001 Asunción, Paraguay Terra rossa $10,000          |            |           |               |                  |
| 27 agosto | ITF Women's Circuit Asuncion 2001 Asunción, Paraguay Terra rossa $10,000          |            |           |               |                  |
| 27 agosto | Città di Spoleto 2001 Spoleto, Italia Terra rossa $10,000                         |            |           |               |                  |
| 27 agosto | Città di Spoleto 2001 Spoleto, Italia Terra rossa $10,000                         |            |           |               |                  |
| 27 agosto | Mostar Ladies Open 2001 Mostar, Bosnia ed Erzegovina Terra rossa $10,000          |            |           |               |                  |
| 27 agosto | Mostar Ladies Open 2001 Mostar, Bosnia ed Erzegovina Terra rossa $10,000          |            |           |               |                  |
| 27 agosto | Knoll Open 2001 Bad Saulgau, Germania Terra rossa $10,000                         |            |           |               |                  |
| 27 agosto | Knoll Open 2001 Bad Saulgau, Germania Terra rossa $10,000                         |            |           |               |                  |

### Settembre
| Settimana    | Torneo                                                                                        | Vincitrice | Finalista | Semifinaliste | Quarti di finale |
| ------------ | --------------------------------------------------------------------------------------------- | ---------- | --------- | ------------- | ---------------- |
| 3 settembre  | Trofeu Ciutat De Mollerussa 2001 Mollerusa, Spagna Cemento $10,000                            |            |           |               |                  |
| 3 settembre  | Trofeu Ciutat De Mollerussa 2001 Mollerusa, Spagna Cemento $10,000                            |            |           |               |                  |
| 3 settembre  | ITF Women's Circuit Kugayama 2001 Kugayama, Giappone Cemento $10,000                          |            |           |               |                  |
| 3 settembre  | ITF Women's Circuit Kugayama 2001 Kugayama, Giappone Cemento $10,000                          |            |           |               |                  |
| 3 settembre  | Open GDF SUEZ de la Porte du Hainaut 2001 Denain, Francia Terra rossa $50,000                 |            |           |               |                  |
| 3 settembre  | Open GDF SUEZ de la Porte du Hainaut 2001 Denain, Francia Terra rossa $50,000                 |            |           |               |                  |
| 3 settembre  | Internazionali Città di Fano 2001 Fano, Italia Terra rossa $50,000                            |            |           |               |                  |
| 3 settembre  | Internazionali Città di Fano 2001 Fano, Italia Terra rossa $50,000                            |            |           |               |                  |
| 3 settembre  | ITF Women's Circuit Chennai 2001 Chennai, India Terra rossa $10,000                           |            |           |               |                  |
| 3 settembre  | ITF Women's Circuit Chennai 2001 Chennai, India Terra rossa $10,000                           |            |           |               |                  |
| 3 settembre  | ITF Women's Circuit Montevideo 2001 Montevideo, Uruguay Terra rossa $10,000                   |            |           |               |                  |
| 3 settembre  | ITF Women's Circuit Montevideo 2001 Montevideo, Uruguay Terra rossa $10,000                   |            |           |               |                  |
| 3 settembre  | Trofeo Gioielleria Ferretti 2001 Chieti, Italia Terra rossa $10,000                           |            |           |               |                  |
| 3 settembre  | Trofeo Gioielleria Ferretti 2001 Chieti, Italia Terra rossa $10,000                           |            |           |               |                  |
| 3 settembre  | ITF Roller Open 2001 Pétange, Lussemburgo Terra rossa $10,000                                 |            |           |               |                  |
| 3 settembre  | ITF Roller Open 2001 Pétange, Lussemburgo Terra rossa $10,000                                 |            |           |               |                  |
| 10 settembre | ITF Women's Circuit New Delhi 2001 Nuova Delhi, India Cemento $10,000                         |            |           |               |                  |
| 10 settembre | ITF Women's Circuit New Delhi 2001 Nuova Delhi, India Cemento $10,000                         |            |           |               |                  |
| 10 settembre | ITF Women's Circuit Ibaraki 2001 Ibaraki, Giappone Cemento $10,000                            |            |           |               |                  |
| 10 settembre | ITF Women's Circuit Ibaraki 2001 Ibaraki, Giappone Cemento $10,000                            |            |           |               |                  |
| 10 settembre | Open GDF Bordeaux 2001 Bordeaux, Francia Terra rossa $75,000                                  |            |           |               |                  |
| 10 settembre | Open GDF Bordeaux 2001 Bordeaux, Francia Terra rossa $75,000                                  |            |           |               |                  |
| 10 settembre | Allianz Bulgaria Holding Cup 2001 Sofia, Bulgaria Terra rossa $25,000                         |            |           |               |                  |
| 10 settembre | Allianz Bulgaria Holding Cup 2001 Sofia, Bulgaria Terra rossa $25,000                         |            |           |               |                  |
| 10 settembre | ITF Women's Circuit Reggio Calabria 2001 Reggio Calabria, Italia Terra rossa $25,000          |            |           |               |                  |
| 10 settembre | ITF Women's Circuit Reggio Calabria 2001 Reggio Calabria, Italia Terra rossa $25,000          |            |           |               |                  |
| 10 settembre | Torneo Internacional Ciudad de Alcorcón 2001 Madrid, Spagna Terra rossa $10,000               |            |           |               |                  |
| 10 settembre | Torneo Internacional Ciudad de Alcorcón 2001 Madrid, Spagna Terra rossa $10,000               |            |           |               |                  |
| 10 settembre | ITF Women's Circuit Seoul 2001 Seul, Corea del Sud Cemento $50,000                            |            |           |               |                  |
| 10 settembre | ITF Women's Circuit Seoul 2001 Seul, Corea del Sud Cemento $50,000                            |            |           |               |                  |
| 10 settembre | ITF Women's Circuit Peachtree City 2001 Peachtree City, Stati Uniti Cemento $25,000           |            |           |               |                  |
| 10 settembre | ITF Women's Circuit Peachtree City 2001 Peachtree City, Stati Uniti Cemento $25,000           |            |           |               |                  |
| 17 settembre | ITF Women's Circuit Osaka 2001 Osaka, Giappone Cemento $10,000                                |            |           |               |                  |
| 17 settembre | ITF Women's Circuit Osaka 2001 Osaka, Giappone Cemento $10,000                                |            |           |               |                  |
| 17 settembre | Trofeo Città di Lecce 2001 Lecce, Italia Terra rossa $25,000                                  |            |           |               |                  |
| 17 settembre | Trofeo Città di Lecce 2001 Lecce, Italia Terra rossa $25,000                                  |            |           |               |                  |
| 17 settembre | ITF Women's Circuit Greenville 2001 Greenville, Stati Uniti Terra rossa $10,000               |            |           |               |                  |
| 17 settembre | ITF Women's Circuit Greenville 2001 Greenville, Stati Uniti Terra rossa $10,000               |            |           |               |                  |
| 17 settembre | Tbilisi Open 2001 Tbilisi, Georgia Terra rossa $25,000                                        |            |           |               |                  |
| 17 settembre | Tbilisi Open 2001 Tbilisi, Georgia Terra rossa $25,000                                        |            |           |               |                  |
| 17 settembre | ITF Women's Circuit São José dos Campos 2001 São José dos Campos, Brasile Terra rossa $25,000 |            |           |               |                  |
| 17 settembre | ITF Women's Circuit São José dos Campos 2001 São José dos Campos, Brasile Terra rossa $25,000 |            |           |               |                  |
| 17 settembre | Trofeu Ciutat de Barcelona 2001 Barcellona, Spagna Terra rossa $10,000                        |            |           |               |                  |
| 17 settembre | Trofeu Ciutat de Barcelona 2001 Barcellona, Spagna Terra rossa $10,000                        |            |           |               |                  |
| 17 settembre | Zaton Open 2001 Zara, Croazia Terra rossa $10,000                                             |            |           |               |                  |
| 17 settembre | Zaton Open 2001 Zara, Croazia Terra rossa $10,000                                             |            |           |               |                  |
| 17 settembre | AEGON Pro Series Glasgow 2001 Glasgow, Gran Bretagna Cemento $25,000                          |            |           |               |                  |
| 17 settembre | AEGON Pro Series Glasgow 2001 Glasgow, Gran Bretagna Cemento $25,000                          |            |           |               |                  |
| 17 settembre | ITF Women's Circuit Columbus 2001 Columbus, Stati Uniti Cemento $50,000                       |            |           |               |                  |
| 17 settembre | ITF Women's Circuit Columbus 2001 Columbus, Stati Uniti Cemento $50,000                       |            |           |               |                  |
| 24 settembre | AEGON Pro Series Sunderland 2001 Sunderland, Gran Bretagna Cemento $10,000                    |            |           |               |                  |
| 24 settembre | AEGON Pro Series Sunderland 2001 Sunderland, Gran Bretagna Cemento $10,000                    |            |           |               |                  |
| 24 settembre | Coleman Vision Tennis Championships 2001 Albuquerque, Stati Uniti Cemento $75,000             |            |           |               |                  |
| 24 settembre | Coleman Vision Tennis Championships 2001 Albuquerque, Stati Uniti Cemento $75,000             |            |           |               |                  |
| 24 settembre | ITF Women's Circuit Belgrade 2001 Belgrado, Jugoslavia Terra rossa $10,000                    |            |           |               |                  |
| 24 settembre | ITF Women's Circuit Belgrade 2001 Belgrado, Jugoslavia Terra rossa $10,000                    |            |           |               |                  |
| 24 settembre | ITF Women's Circuit Verona 2001 Verona, Italia Terra rossa $25,000                            |            |           |               |                  |
| 24 settembre | ITF Women's Circuit Verona 2001 Verona, Italia Terra rossa $25,000                            |            |           |               |                  |
| 24 settembre | Trofeig Ana Huidobro 2001 Lleida, Spagna Terra rossa $10,000                                  |            |           |               |                  |
| 24 settembre | Trofeig Ana Huidobro 2001 Lleida, Spagna Terra rossa $10,000                                  |            |           |               |                  |
| 24 settembre | RBC Bank Women's Challenger 2001 Raleigh, Stati Uniti Terra rossa $10,000                     |            |           |               |                  |
| 24 settembre | RBC Bank Women's Challenger 2001 Raleigh, Stati Uniti Terra rossa $10,000                     |            |           |               |                  |
| 24 settembre | ITF Women's Circuit Kastoria 2001 Kastoria, Grecia Terra rossa $10,000                        |            |           |               |                  |
| 24 settembre | ITF Women's Circuit Kastoria 2001 Kastoria, Grecia Terra rossa $10,000                        |            |           |               |                  |
| 24 settembre | Yusa Open 2001 Kyoto, Giappone Sintetico $10,000                                              |            |           |               |                  |
| 24 settembre | Yusa Open 2001 Kyoto, Giappone Sintetico $10,000                                              |            |           |               |                  |
| 24 settembre | Batumi Open 2001 Batumi, Georgia Sintetico $75,000                                            |            |           |               |                  |
| 24 settembre | Batumi Open 2001 Batumi, Georgia Sintetico $75,000                                            |            |           |               |                  |
| 24 settembre | ITF Women's Circuit São Paulo 2001 San Paolo, Brasile Cemento $10,000                         |            |           |               |                  |
| 24 settembre | ITF Women's Circuit São Paulo 2001 San Paolo, Brasile Cemento $10,000                         |            |           |               |                  |

### Ottobre
| Settimana  | Torneo                                                                                          | Vincitrice | Finalista | Semifinaliste | Quarti di finale |
| ---------- | ----------------------------------------------------------------------------------------------- | ---------- | --------- | ------------- | ---------------- |
| 1º ottobre | ITF Women's Circuit Fresno 2001 Fresno, Stati Uniti Cemento $50,000                             |            |           |               |                  |
| 1º ottobre | ITF Women's Circuit Fresno 2001 Fresno, Stati Uniti Cemento $50,000                             |            |           |               |                  |
| 1º ottobre | Open Catalunya 2001 Gerona, Spagna Terra rossa $50,000                                          |            |           |               |                  |
| 1º ottobre | Open Catalunya 2001 Gerona, Spagna Terra rossa $50,000                                          |            |           |               |                  |
| 1º ottobre | Plzen Cup 2001 Plzeň, Repubblica Ceca Sintetico $10,000                                         |            |           |               |                  |
| 1º ottobre | Plzen Cup 2001 Plzeň, Repubblica Ceca Sintetico $10,000                                         |            |           |               |                  |
| 1º ottobre | ITF Women's Circuit Messico City 2001 Città del Messico, Messico Terra rossa $10,000            |            |           |               |                  |
| 1º ottobre | ITF Women's Circuit Messico City 2001 Città del Messico, Messico Terra rossa $10,000            |            |           |               |                  |
| 1º ottobre | ITF Women's Circuit Aventura 2001 Aventura, Stati Uniti Terra rossa $10,000                     |            |           |               |                  |
| 1º ottobre | ITF Women's Circuit Aventura 2001 Aventura, Stati Uniti Terra rossa $10,000                     |            |           |               |                  |
| 1º ottobre | Ciampino Open 2001 Ciampino, Italia Terra rossa $10,000                                         |            |           |               |                  |
| 1º ottobre | Ciampino Open 2001 Ciampino, Italia Terra rossa $10,000                                         |            |           |               |                  |
| 1º ottobre | ITF Women's Circuit Novi Sad 2001 Novi Sad, Jugoslavia Terra rossa $10,000                      |            |           |               |                  |
| 1º ottobre | ITF Women's Circuit Novi Sad 2001 Novi Sad, Jugoslavia Terra rossa $10,000                      |            |           |               |                  |
| 1º ottobre | ITF Women's Circuit Santo Domingo 2001 Santo Domingo, Repubblica Dominicana Terra rossa $10,000 |            |           |               |                  |
| 1º ottobre | ITF Women's Circuit Santo Domingo 2001 Santo Domingo, Repubblica Dominicana Terra rossa $10,000 |            |           |               |                  |
| 8 ottobre  | Internationaux Féminins de la Vienne 2001 Poitiers, Francia Cemento $75,000                     |            |           |               |                  |
| 8 ottobre  | Internationaux Féminins de la Vienne 2001 Poitiers, Francia Cemento $75,000                     |            |           |               |                  |
| 8 ottobre  | ITF Women's CircuitPachuca 2001 Pachuca, Messico Cemento $10,000                                |            |           |               |                  |
| 8 ottobre  | ITF Women's CircuitPachuca 2001 Pachuca, Messico Cemento $10,000                                |            |           |               |                  |
| 8 ottobre  | ITF Women's Circuit Saga 2001 Saga, Giappone Erba $25,000                                       |            |           |               |                  |
| 8 ottobre  | ITF Women's Circuit Saga 2001 Saga, Giappone Erba $25,000                                       |            |           |               |                  |
| 8 ottobre  | AEGON Pro Series Cardiff 2001 Cardiff, Gran Bretagna Cemento $25,000                            |            |           |               |                  |
| 8 ottobre  | AEGON Pro Series Cardiff 2001 Cardiff, Gran Bretagna Cemento $25,000                            |            |           |               |                  |
| 8 ottobre  | Memorial Daniela Molon Pierrel Cup 2001 Catania, Italia Terra rossa $10,000                     |            |           |               |                  |
| 8 ottobre  | Memorial Daniela Molon Pierrel Cup 2001 Catania, Italia Terra rossa $10,000                     |            |           |               |                  |
| 8 ottobre  | Makarska Ladies Open 2001 Macarsca, Croazia Terra rossa $10,000                                 |            |           |               |                  |
| 8 ottobre  | Makarska Ladies Open 2001 Macarsca, Croazia Terra rossa $10,000                                 |            |           |               |                  |
| 8 ottobre  | ITF Women's Circuit Hallandale Beach 2001 Hallandale Beach, Stati Uniti Terra rossa $25,000     |            |           |               |                  |
| 8 ottobre  | ITF Women's Circuit Hallandale Beach 2001 Hallandale Beach, Stati Uniti Terra rossa $25,000     |            |           |               |                  |
| 15 ottobre | Open GDF Suez de Touraine 2001 Joué-lès-Tours, Francia Cemento $25,000                          |            |           |               |                  |
| 15 ottobre | Open GDF Suez de Touraine 2001 Joué-lès-Tours, Francia Cemento $25,000                          |            |           |               |                  |
| 15 ottobre | ITF Women's Circuit Largo 2001 Largo, Stati Uniti Cemento $50,000                               |            |           |               |                  |
| 15 ottobre | ITF Women's Circuit Largo 2001 Largo, Stati Uniti Cemento $50,000                               |            |           |               |                  |
| 15 ottobre | Cairns Tennis International 2001 Cairns, Australia Cemento $25,000                              |            |           |               |                  |
| 15 ottobre | Cairns Tennis International 2001 Cairns, Australia Cemento $25,000                              |            |           |               |                  |
| 15 ottobre | Makarska Ladies Open 2001 Macarsca, Croazia Terra rossa $10,000                                 |            |           |               |                  |
| 15 ottobre | Makarska Ladies Open 2001 Macarsca, Croazia Terra rossa $10,000                                 |            |           |               |                  |
| 15 ottobre | ITF Women's Circuit Giza 2001 Giza, Egitto Terra rossa $10,000                                  |            |           |               |                  |
| 15 ottobre | ITF Women's Circuit Giza 2001 Giza, Egitto Terra rossa $10,000                                  |            |           |               |                  |
| 15 ottobre | AEGON Pro Series Southampton 2001 Southampton, Gran Bretagna Cemento $50,000                    |            |           |               |                  |
| 15 ottobre | AEGON Pro Series Southampton 2001 Southampton, Gran Bretagna Cemento $50,000                    |            |           |               |                  |
| 22 ottobre | ITF Women's Circuit Home Hill 2001 Home Hill, Australia Cemento $25,000                         |            |           |               |                  |
| 22 ottobre | ITF Women's Circuit Home Hill 2001 Home Hill, Australia Cemento $25,000                         |            |           |               |                  |
| 22 ottobre | ITF Women's Circuit Dallas 2001 Dallas, Stati Uniti Cemento $50,000                             |            |           |               |                  |
| 22 ottobre | ITF Women's Circuit Dallas 2001 Dallas, Stati Uniti Cemento $50,000                             |            |           |               |                  |
| 22 ottobre | ITF Women's Circuit Cairo 2001 Il Cairo, Egitto Terra rossa $10,000                             |            |           |               |                  |
| 22 ottobre | ITF Women's Circuit Cairo 2001 Il Cairo, Egitto Terra rossa $10,000                             |            |           |               |                  |
| 22 ottobre | Hart Open 2001 Opole, Polonia Sintetico $25,000                                                 |            |           |               |                  |
| 22 ottobre | Hart Open 2001 Opole, Polonia Sintetico $25,000                                                 |            |           |               |                  |
| 22 ottobre | Open International de la Ville de Saint Raphael 2001 Saint-Raphaël, Francia Cemento $25,000     |            |           |               |                  |
| 22 ottobre | Open International de la Ville de Saint Raphael 2001 Saint-Raphaël, Francia Cemento $25,000     |            |           |               |                  |
| 29 ottobre | ITF Women's Circuit Mackay 2001 Mackay, Australia Cemento $25,000                               |            |           |               |                  |
| 29 ottobre | ITF Women's Circuit Mackay 2001 Mackay, Australia Cemento $25,000                               |            |           |               |                  |
| 29 ottobre | ITF Women's Circuit Al Mansoura 2001 Mansura, Egitto Terra rossa $10,000                        |            |           |               |                  |
| 29 ottobre | ITF Women's Circuit Al Mansoura 2001 Mansura, Egitto Terra rossa $10,000                        |            |           |               |                  |
| 29 ottobre | ITF Women's Circuit Hayward 2001 Hayward, Stati Uniti Cemento $25,000                           |            |           |               |                  |
| 29 ottobre | ITF Women's Circuit Hayward 2001 Hayward, Stati Uniti Cemento $25,000                           |            |           |               |                  |
| 29 ottobre | Altea Star Cup 2001 Minsk, Bielorussia Sintetico $10,000                                        |            |           |               |                  |
| 29 ottobre | Altea Star Cup 2001 Minsk, Bielorussia Sintetico $10,000                                        |            |           |               |                  |
| 29 ottobre | Stockholm Ladies 2001 Stoccolma, Svezia Cemento $10,000                                         |            |           |               |                  |
| 29 ottobre | Stockholm Ladies 2001 Stoccolma, Svezia Cemento $10,000                                         |            |           |               |                  |
| 29 ottobre | AEGON Pro Series Bolton 2001 Bolton, Gran Bretagna Cemento $25,000                              |            |           |               |                  |
| 29 ottobre | AEGON Pro Series Bolton 2001 Bolton, Gran Bretagna Cemento $25,000                              |            |           |               |                  |
| 29 ottobre | Smart ITF Women's Circuit Manila 2001 Manila, Filippine Cemento $10,000                         |            |           |               |                  |
| 29 ottobre | Smart ITF Women's Circuit Manila 2001 Manila, Filippine Cemento $10,000                         |            |           |               |                  |

### Novembre
| Settimana   | Torneo                                                                                        | Vincitrice | Finalista | Semifinaliste | Quarti di finale |
| ----------- | --------------------------------------------------------------------------------------------- | ---------- | --------- | ------------- | ---------------- |
| 5 novembre  | Smart ITF Women's Circuit Manila 2001 Manila, Filippine Cemento $10,000                       |            |           |               |                  |
| 5 novembre  | Smart ITF Women's Circuit Manila 2001 Manila, Filippine Cemento $10,000                       |            |           |               |                  |
| 5 novembre  | ITF Women's Circuit Pittsburgh 2001 Pittsburgh, Stati Uniti Cemento $50,000                   |            |           |               |                  |
| 5 novembre  | ITF Women's Circuit Pittsburgh 2001 Pittsburgh, Stati Uniti Cemento $50,000                   |            |           |               |                  |
| 5 novembre  | ITF Women's Circuit Cairo 2001 Il Cairo, Egitto Terra rossa $25,000                           |            |           |               |                  |
| 5 novembre  | ITF Women's Circuit Cairo 2001 Il Cairo, Egitto Terra rossa $25,000                           |            |           |               |                  |
| 5 novembre  | ITF Women's Circuit Villenave D'Ornon 2001 Villenave-d'Ornon, Francia Terra rossa $10,000     |            |           |               |                  |
| 5 novembre  | ITF Women's Circuit Villenave D'Ornon 2001 Villenave-d'Ornon, Francia Terra rossa $10,000     |            |           |               |                  |
| 5 novembre  | ITF Women's Circuit San Salvador 2001 San Salvador, El Salvador Terra rossa $10,000           |            |           |               |                  |
| 5 novembre  | ITF Women's Circuit San Salvador 2001 San Salvador, El Salvador Terra rossa $10,000           |            |           |               |                  |
| 12 novembre | ITF Women's Circuit Hattiesburg 2001 Hattiesburg, Stati Uniti Cemento $50,000                 |            |           |               |                  |
| 12 novembre | ITF Women's Circuit Hattiesburg 2001 Hattiesburg, Stati Uniti Cemento $50,000                 |            |           |               |                  |
| 12 novembre | ITF Women's Circuit Messico City 2001 Città del Messico, Messico Cemento $25,000              |            |           |               |                  |
| 12 novembre | ITF Women's Circuit Messico City 2001 Città del Messico, Messico Cemento $25,000              |            |           |               |                  |
| 12 novembre | Open de Havre 2001 Le Havre, Francia Terra rossa $10,000                                      |            |           |               |                  |
| 12 novembre | Open de Havre 2001 Le Havre, Francia Terra rossa $10,000                                      |            |           |               |                  |
| 12 novembre | Stupava Cup 2001 Stupava, Slovacchia Cemento $10,000                                          |            |           |               |                  |
| 12 novembre | Stupava Cup 2001 Stupava, Slovacchia Cemento $10,000                                          |            |           |               |                  |
| 12 novembre | Nyrstar Port Pirie Tennis International 2001 Port Pirie, Australia Cemento $25,000            |            |           |               |                  |
| 12 novembre | Nyrstar Port Pirie Tennis International 2001 Port Pirie, Australia Cemento $25,000            |            |           |               |                  |
| 12 novembre | ITF Women's Circuit Haibara 2001 Haibara, Giappone Sintetico $10,000                          |            |           |               |                  |
| 12 novembre | ITF Women's Circuit Haibara 2001 Haibara, Giappone Sintetico $10,000                          |            |           |               |                  |
| 12 novembre | ITF Women's Circuit Haifa 2001 Haifa, Israele Cemento $10,000                                 |            |           |               |                  |
| 12 novembre | ITF Women's Circuit Haifa 2001 Haifa, Israele Cemento $10,000                                 |            |           |               |                  |
| 19 novembre | ITF Women's Circuit Nuriootpa 2001 Nuriootpa, Australia Cemento $25,000                       |            |           |               |                  |
| 19 novembre | ITF Women's Circuit Nuriootpa 2001 Nuriootpa, Australia Cemento $25,000                       |            |           |               |                  |
| 19 novembre | Trofeo Ca'n Simó 2001 Maiorca, Spagna Terra rossa $10,000                                     |            |           |               |                  |
| 19 novembre | Trofeo Ca'n Simó 2001 Maiorca, Spagna Terra rossa $10,000                                     |            |           |               |                  |
| 19 novembre | Open Waterford Wedgwood 2001 Deauville, Francia Terra rossa $10,000                           |            |           |               |                  |
| 19 novembre | Open Waterford Wedgwood 2001 Deauville, Francia Terra rossa $10,000                           |            |           |               |                  |
| 19 novembre | Kofu International Open Tennis 2001 Kōfu, Giappone Terra rossa $10,000                        |            |           |               |                  |
| 19 novembre | Kofu International Open Tennis 2001 Kōfu, Giappone Terra rossa $10,000                        |            |           |               |                  |
| 26 novembre | ITF Women's Circuit West Columbia 2001 West Columbia, Stati Uniti Cemento $50,000             |            |           |               |                  |
| 26 novembre | ITF Women's Circuit West Columbia 2001 West Columbia, Stati Uniti Cemento $50,000             |            |           |               |                  |
| 26 novembre | City of Mount Gambier Blue Lake Women's Classic 2001 Mount Gambier, Australia Cemento $25,000 |            |           |               |                  |
| 26 novembre | City of Mount Gambier Blue Lake Women's Classic 2001 Mount Gambier, Australia Cemento $25,000 |            |           |               |                  |
| 26 novembre | ITF Women's Circuit Cali 2001 Cali, Colombia Terra rossa $10,000                              |            |           |               |                  |
| 26 novembre | ITF Women's Circuit Cali 2001 Cali, Colombia Terra rossa $10,000                              |            |           |               |                  |
| 26 novembre | Trofeo Ca'n Simo 2 2001 Maiorca, Spagna Terra rossa $10,000                                   |            |           |               |                  |
| 26 novembre | Trofeo Ca'n Simo 2 2001 Maiorca, Spagna Terra rossa $10,000                                   |            |           |               |                  |

### Dicembre
| Settimana  | Torneo                                                                     | Vincitrice | Finalista | Semifinaliste | Quarti di finale |
| ---------- | -------------------------------------------------------------------------- | ---------- | --------- | ------------- | ---------------- |
| 3 dicembre | Narex Cup 2001 Praga, Repubblica Ceca Cemento $10,000                      |            |           |               |                  |
| 3 dicembre | Narex Cup 2001 Praga, Repubblica Ceca Cemento $10,000                      |            |           |               |                  |
| 3 dicembre | ITF Women's Circuit Nonthaburi 2001 Nonthaburi, Thailandia Cemento $25,000 |            |           |               |                  |
| 3 dicembre | ITF Women's Circuit Nonthaburi 2001 Nonthaburi, Thailandia Cemento $25,000 |            |           |               |                  |
| 3 dicembre | ITF Women's Circuit Ashkelon 2001 Ascalona, Israele Cemento $10,000        |            |           |               |                  |
| 3 dicembre | ITF Women's Circuit Ashkelon 2001 Ascalona, Israele Cemento $10,000        |            |           |               |                  |